# Haut allemand
Le haut allemand (Hochdeutsche Dialekte) est, en linguistique, un groupe de dialectes germaniques. Il se distingue du groupe bas-allemand par le phénomène de la seconde mutation consonantique et en est séparé par la ligne de Benrath. Le nombre total de locuteurs dans sa zone traditionnelle, de Düsseldorf en Allemagne à Bad Radkersburg en Autriche est d'environ 60 millions. Il comprend les dialectes du moyen allemand, où la seconde mutation consonantique est incomplète, et les dialectes de l'allemand supérieur, où cette mutation est complète.
Sous l'influence de l'allemand « Hochdeutsch », qui désigne aujourd'hui presque exclusivement la langue standard, le mot français « haut allemand » désigne aussi parfois par extension l'allemand standard, langue allemande officielle issue des dialectes de ce groupe.

## Aire géographique

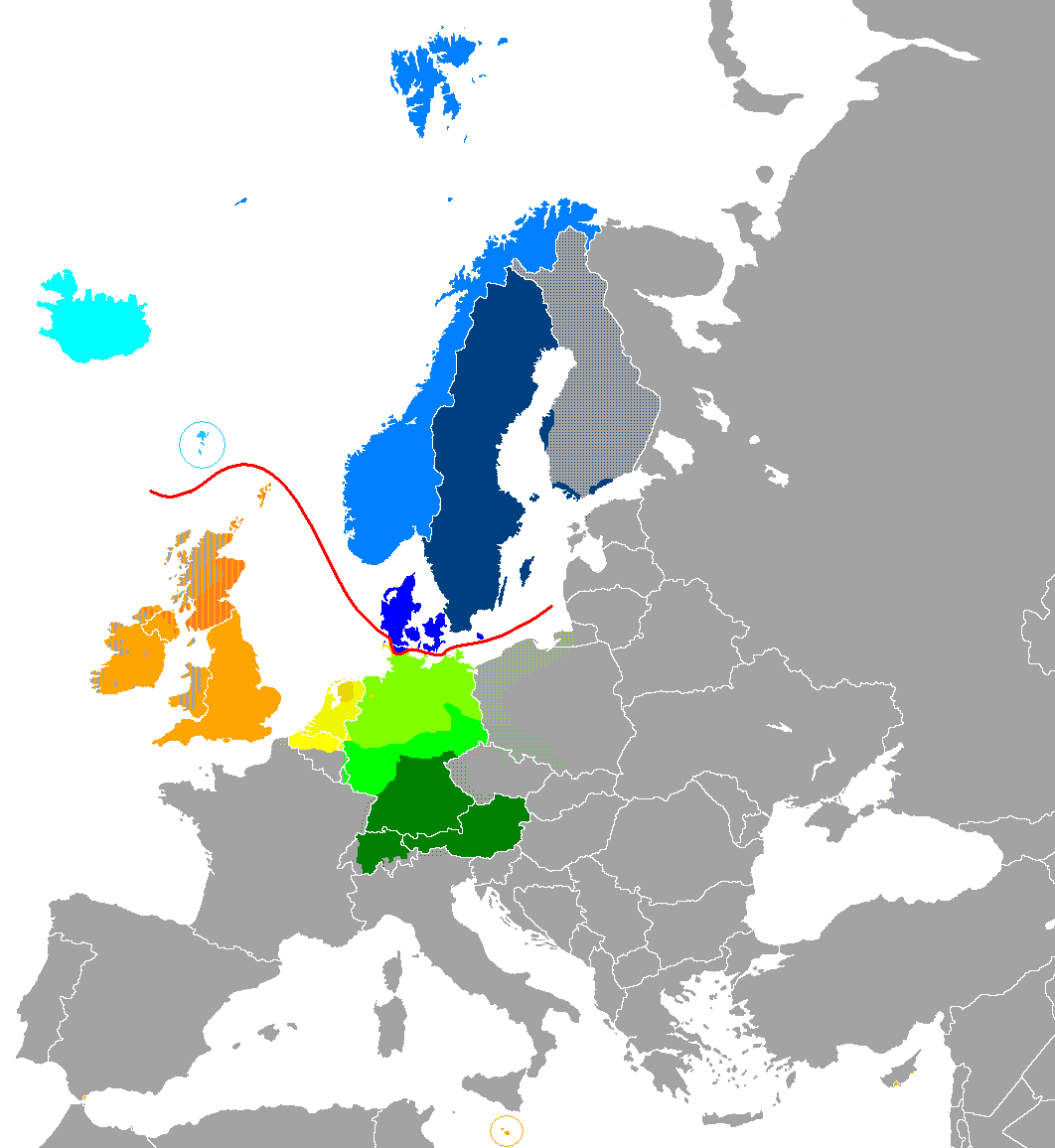
Carte des différents dialectes germaniques. Les dialectes allemands sont ici en vert : dialectes de lallemand supérieur en vert foncé, dialectes du moyen allemand en vert intermédiaire, dialectes du bas allemand en vert clair. En bleu : le groupe scandinave. En orange : le groupe anglo-frison. En jaune : le bas francique.

Parmi les langues que l’on rattache aux dialectes haut-allemands, il y a d'abord l’allemand standard (parfois désigné comme l'« allemand écrit »), le yiddish et le luxembourgeois. La langue allemande écrite s'est formée il y a maintenant plus d'un demi-millénaire, avec la découverte en Europe de l'imprimerie à caractères mobiles et la Réforme. Elle supplante depuis peu à peu tous les dialectes allemands.
Les dialectes haut-allemands sont parlés dans plusieurs régions centrales et méridionales de l'Europe germanophone : Allemagne, Autriche et Tyrol (Italie), de Suisse, Liechtenstein, Luxembourg, en Alsace et en Lorraine (France), dans le Limbourg et par endroits encore en Haute-Silésie (Pologne). On trouve en outre de par le monde quelques isolats linguistiques haut-allemands, par exemple aux États-Unis, en Russie ou en Roumanie.
Dans l’expression « haut-allemand », l’adjectif « haut » fait allusion au fait que ce groupe de dialectes était à l'origine parlé principalement dans les régions montagneuses de l'espace germanophone, par opposition aux dialectes « bas-allemands » de la plaine d'Allemagne du Nord et du littoral baltique. Le concept de hochdeutsch apparaît pour la première fois en 1440 dans les traductions effectuées de l'allemand vers le néerlandais puisqu'on lit en préface : „Uut hoghen duutsche ghetransfereert / Ende in onser talen ghekeert“ et niederdeutsch n'apparaît qu'en 1457: « vanden hooghen duutsche int neder duutsche. »
« Tudesque » (Deutsch) signifie étymologiquement « propre au peuple, populaire » et, contrairement aux autres adjectifs de nationalité, désigne d'abord une langue ; ce n'est qu'ensuite qu'elle en désigne les locuteurs et même le pays où ils vivent : l'épithète latin theodiscus apparaît pour la première fois en 786, dans un rapport du nonce apostolique Georges d'Ostie adressé au pape Adrien Ier à propos de deux synodes en Angleterre. Les décrets étaient alors rédigés à la fois en latin et en langue vernaculaire (latine et theodisce), afin qu'ils puissent être compris de tous ; mais dans ce contexte, l'adjectif désignait encore une variante du vieil-anglais. En 813, Charlemagne recommande à ses clercs de dire les messes non seulement en latin mais aussi en langue romane et tudesque (in rusticam Romanam linguam aut Theodiscam). Ce mot savant de tudesque dérive de l’adjectif vieux-francique *theodisk (à rapprocher du gotique þiuda, et du vieux haut-allemand diot qui signifient « peuple »), et se rapproche des gentilés tedeschi en italien et tedescos en sarde, mais aussi des mots deutsch et "deitsch" en haut et moyen allemand.
Jusqu'au XVe siècle, le français médiéval désignait la langue allemande comme tiedeis, tieis, tiois ; en flamand, dietsch (d'où Dutch en anglais, qui désigne à vrai dire le néerlandais).
Vers la fin du IXe siècle, l'adjectif latin teutonicus supplante graduellement theodiscus (encore attesté en 1050) : cette forme a été préservée en italien moderne : tedesco.

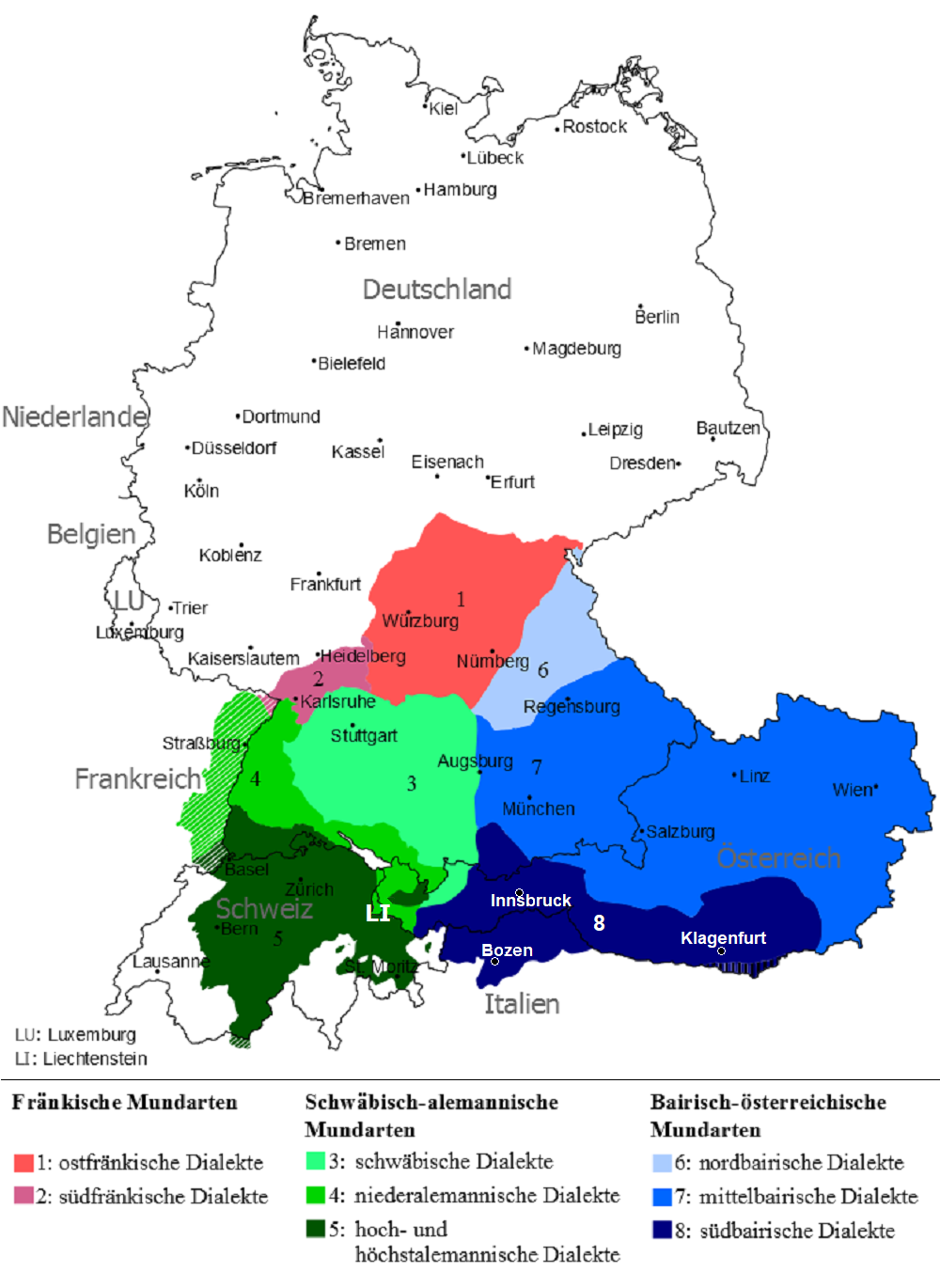
Répartition des dialectes de l'allemand supérieur depuis 1945.
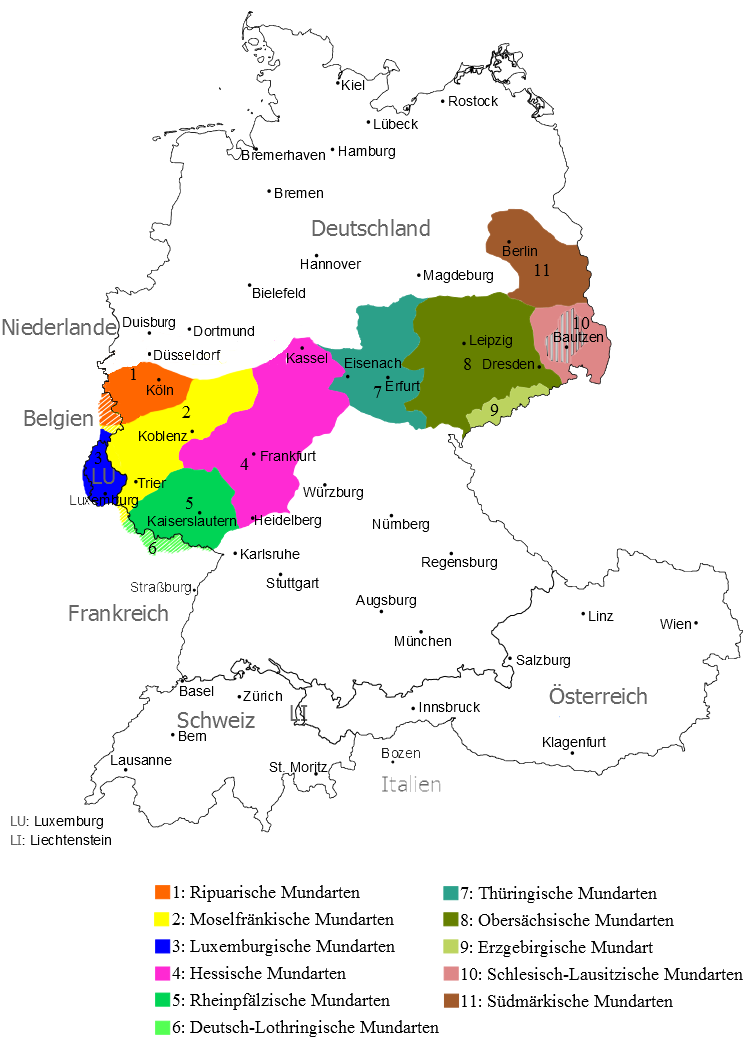
Répartition des dialectes du moyen allemand depuis 1945.

## Histoire
Les plus anciens témoignages écrits du vieux haut-allemand sont des gloses du VIIIe siècle.
Vers 1200, le Moyen haut-allemand, combinaison de différents dialectes souabes, finit par s'imposer comme une langue littéraire de portée inter-régionale, reconnue jusqu'en Allemagne du Nord.
Cette langue évolue à la Renaissance vers une langue écrite commune aux chancelleries du Saint Empire, en s'enrichissant d'apports haut-franconiens et bavarois de l'espace germanophone oriental. Elle gagne graduellement l'Allemagne hanséatique tout au long du XVIIe siècle (évinçant le bas saxon, jugé trop rustique et bourgeois), et au cours du XVIIIe siècle s'impose comme la langue allemande écrite.
Les périodes du haut-allemand se divisent en :
1. Vieux haut-allemand (Althochdeutsch, Ahd.), de 750 à 1050 environ
2. Moyen haut-allemand (Mittelhochdeutsch, Mhd.), de 1050 à 1350
3. Haut allemand précoce (Frühneuhochdeutsch, Fnhd.), de 1350 à 1650
4. Haut-allemand moderne (Neuhochdeutsch, Nhd.), de 1650 à aujourd'hui

La délimitation temporelle pose à vrai dire plusieurs problèmes. Tout d'abord la date de 750 n'est qu'une hypothèse pour l'apparition du vieux haut-allemand : elle traduit simplement que dans l'état actuel de nos connaissances, les plus anciennes sources écrites de ces parlers ne vont pas au-delà de la seconde moitié du VIIIe siècle : il s'agit d'un glossaire, le codex Abrogans, composé aux alentours de l'an 770. D'ailleurs les transitions sont très floues (elles ne valent qu'à 50 ans près environ). Le processus de différenciation s'étend en effet sur différents plans, avec un rythme différent.

## Classification
Les variantes du haut-allemand sont bien distinctes, et si, dans bien des cas, les locuteurs de régions voisines se comprennent aisément, cela ne va pas de soi pour des régions suffisamment éloignées, qui doivent alors recourir à la langue-toit qu'est l'allemand standard.
Les variantes du haut-allemand sont concernées de façon très variable par la mutation consonantique : seul le bavarois (par ex. le tyrolien et les dialectes alémaniques) présentent une mutation complète, alors qu'elle n'est que très partielle dans la plupart des autres dialectes haut-allemands : un cas extrême est celui du Limbourgeois et du Mölmsc, où la mutation se limite au passage de ik à ich, mais qui, par leur situation nettement au nord de l'isoglosse maken–machen (ou ligne de Benrath) peuvent être rattachés aux parlers franciques. C'est particulièrement dans l'ouest de l'Allemagne moyenne que la mutation linguistique s'est érodée, par influence méridionale (frontière linguistique francique) : mais cette tendance est géographiquement très progressive d'est en ouest, de sorte qu'il n'y a pas d'accord sur la frontière linguistique du haut-allemand dans les régions rhénanes.